# 関澤義
関澤 義（せきざわ ただし、1931年11月6日 - 2021年1月20日）は、日本の経営者。富士通社長、会長を務めた。東京都出身。

## 来歴・人物
1959年に東京大学工学部電気工学科を卒業し、同年に富士通信機製造に入社。1984年6月に取締役に就任し、常務、専務、副社長を経て、1990年6月に社長に就任。1998年6月に会長に就任し、2003年6月から相談役を務めた。日本経営者団体連盟副会長なども歴任。
1997年に藍綬褒章を受章。
2021年1月20日、誤嚥性肺炎のために死去。89歳没。